# Digital Audio Tape

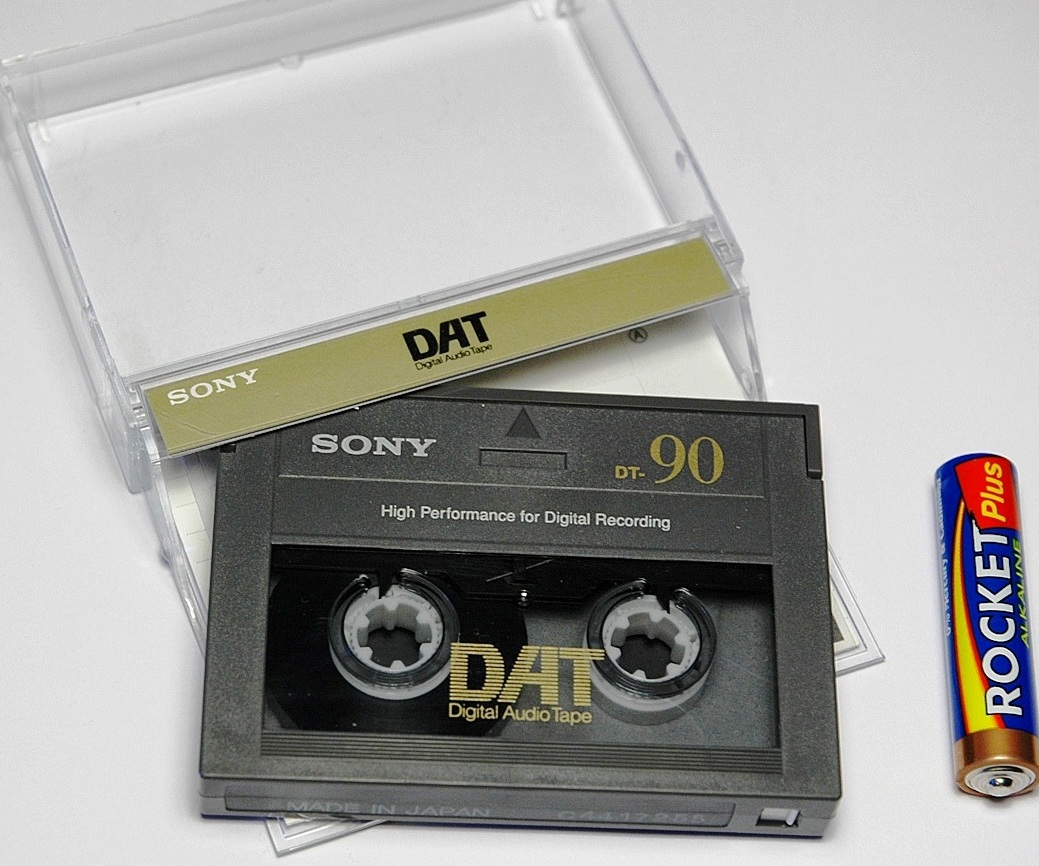
90-minutowa kaseta DAT, dla porównania wielkości bateria AAA (LR03)

Digital Audio Tape, kaseta DAT – rodzaj taśmy magnetycznej zamkniętej w kasecie, używany do zapisu sygnału fonicznego po przemianie na sygnał cyfrowy. Nośnik jest wykorzystywany również w informatyce na kopie bezpieczeństwa.
Kasetę DAT wprowadziła firma Sony w 1987 roku. Łączyła ona wszelkie zalety taśmy magnetofonowej (łatwość nagrywania, mobilność) z wysokiej jakości cyfrowym dźwiękiem.
Na jednej kasecie DAT można zapisać do 12 GB danych cyfrowych. Zapis i odtwarzanie odbywa się tylko w jednym kierunku.